# Verso la Terra...
Verso la Terra... (地球へ… ?, Terra e...) è un manga scritto e disegnato da Keiko Takemiya. È stato pubblicato dal gennaio 1977 fino al maggio 1980 sulla rivista shōnen Gekkan Manga Shōnen di Asahi Sonorama. L'opera ha vinto nel 1978 il Premio Seiun come miglior fumetto e il Premio Shogakukan per i manga nel 1980 come miglior shōnen/shōjo (assieme ad un'altra opera dell'autrice, Il poema del vento e degli alberi). L'opera è stata adattata in un film prodotto da Toei Animation nel 1980, e nel 2007 in una serie, co-prodotta da Minamimachi Bugyōsho e Tokyo Kids.

## Trama
In un distante futuro l'umanità ha lasciato una Terra dall'ambiente distrutto dalle guerre e l'inquinamento, colonizzando lo spazio e lasciando l'ordine e le questioni politiche a dei supercomputer detti "Superior Dominance". Anche la vita è sotto il loro controllo: i bambini sono creati in provetta e cresciuti da genitori selezionati e all'età di 14 anni subiscono il lavaggio del cervello, per renderli adulti funzionabili e selezionando fra loro l'élite.
Ma il controllo dei Superior Dominance non si limita a ciò: localizzano chi porta il gene di una nuova razza umana dotata di abilità psichiche e mentali, i Mu, che considerano pericolosi per l'umanità e quindi sterminati. I Mu sono costretti dunque a fuggire e nascondersi per non morire, ma hanno un solo desiderio: tornare sulla Terra.
La serie inizia sul pianeta Ataraxia: il protagonista, Jomy Marcus Shin, viene identificato nel suo 14º compleanno dai supercomputer come portatore del gene Mu ma viene salvato dall'esecuzione da Soldier Blue, leader dei Mu. La trama copre un gran numero di anni, dal salvataggio di Jomy e il viaggio dei Mu verso la Terra, fino alla guerra contro i Superior Dominance.

## Volumi
| Nº | Data di prima pubblicazione | Data di prima pubblicazione | Data di prima pubblicazione |
| Nº | Italiano                    | Italiano                    |                             |
| -- | --------------------------- | --------------------------- | --------------------------- |
| 1  | 13 novembre 2019            | ISBN 978-88-349-0068-0      |                             |
| 2  | 13 novembre 2019            | ISBN 978-88-349-0069-7      |                             |
| 3  | 13 novembre 2019            | ISBN 978-88-349-0070-3      |                             |